# Tịnh xá Trung Tâm

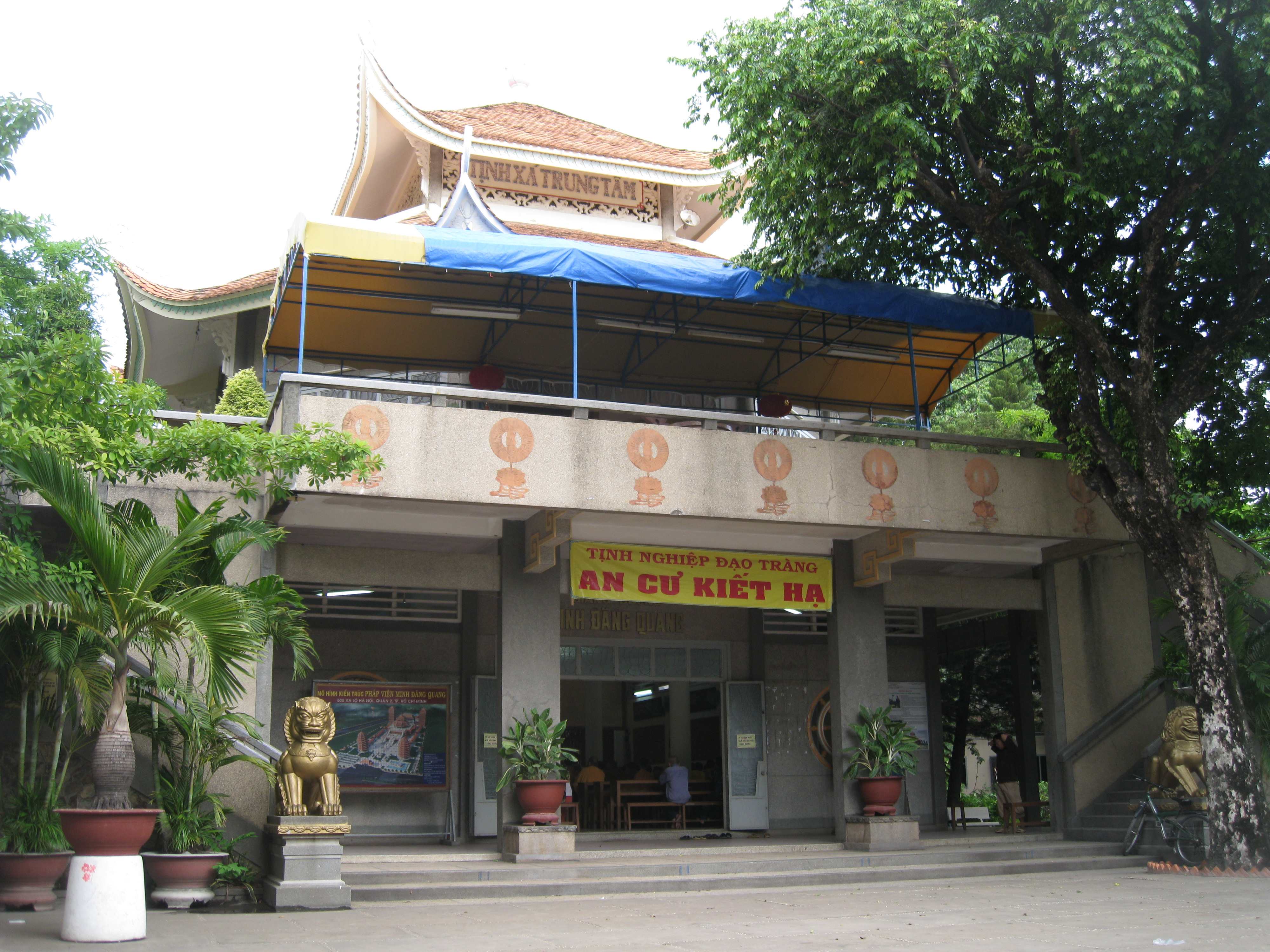
Tịnh xá Trung tâm

Tịnh xá Trung tâm tọa lạc ở số 21 đường Nguyễn Trung Trực, phường 5, quận Bình Thạnh, thành phố Hồ Chí Minh. Tịnh xá thuộc Hệ phái Tăng-già Khất Sĩ Việt Nam do tổ sư Minh Đăng Quang sáng lập. Tịnh xá được xây dựng trong khoảng 10 năm, bắt đầu từ tháng 4 năm 1965, trên một khu đất rộng 5.490m² do bà Diệu Kiến phát tâm cúng dường Hòa thượng Thích Giác Toàn và Hòa thượng Thích Giác Phúc đã tổ chức trùng tu, mở rộng tịnh xá vào năm 1980.Sân trước chùa có bảo tượng Bồ Tát Quán Thế Âm đứng trên đài sen cao 13,5m. 18 năm sau, vào ngày 20 tháng 7 năm Mậu Dần (10-9-1998), bảo tháp mới được khởi công xây dựng do Hòa thượng Thích Giác Phúc chứng minh, Hòa thượng Thích Giác Toàn chủ trì. Bảo tháp do kiến trúc sư Trần Tuấn Anh (pháp danh Chúc Lạc) thiết kế họa đồ kiến trúc, Thượng tọa Thích Giác Tuệ quản lý thi công, Đạo hữu Minh Thạnh và nhóm thợ thực hiện công trình.